# Manon Bakker
Manon Bakker (* 15. Juli 1999 in Nunspeet) ist eine niederländische Radrennfahrerin, die auf Cyclocross spezialisiert ist.

## Sportlicher Werdegang
Als Jugendliche gewann Bakker in ihrer Altersklasse niederländische Meisterschaften im Cyclocross (2014) sowie im Mountainbike (2015). Bei den niederländischen Cyclocross-Meisterschaften 2017 gewann sie mit 17 Jahren das gemeinsame Rennen der Junioren und U23 und vereinte damit zwei Meistertitel auf sich.
Durch ihr Talent erhielt sie für 2018 einen Vertrag beim Team Experza-Footlogix, für das sie 2018 auf der Straße und danach weiter im Cyclocross aktiv war. Gegen Ende der Saison 2019/2020 wurde sie entlassen, da sie bei einem Rennen mit anderem Materiel als das des Teamsponsors gefahren war. Sie erhielt einen neuen Vertrag bei Ciclismo Mundial (heute Fenix-Deceuninck).
In der folgenden Saison holte Bakker die Bronzemedaille beim U23-Rennen der Cyclocross-Europameisterschaften, dazu gelangen ihr mit dritten Plätzen in Overijse, Hamme und Brüssel in Weltcup und anderen Klassementscrossen erste Podiumsplätze. Im Oktober 2021 gewann sie im US-amerikanischen Iowa City erstmals nach über vier Jahren wieder ein Rennen. Sie war nun in der erweiterten Weltspitze etabliert und im Weltcup regelmäßig unter den Rängen 5 bis 20 zu finden. Ein Weltcup-Sieg gelang ihr erstmals im Cyclocross Val di Sole im Dezember 2023.
In der Sommersaison fuhr Bakker Straßenrennen, blieb aber ohne international bedeutende Ergebnisse. 2023 wechselte sie hier in die Entwicklungsmannschaft von Fenix-Deceuninck. Im Antwerp Port Epic war sie 2023 zum bislang einzigen Mal unter den besten Zehn eines Rennens.

## Erfolge
2016/2017
 Niederländische Meisterin (Junioren und U23)
2020/2021
 Europameisterschaften (U23)
2023/2024
Weltcup Val di Sole